# Вьентьян
Вьентья́н (лаос. ວຽງຈັນ/ວຽງຈັນທນ໌ [ʋíəŋ tɕàn] — Виангтян) — столица (с 1563 года) и крупнейший город Лаоса, расположенный на реке Меконг близ границы с Таиландом, крупнейший экономический центр страны.
По оценке 2020 года, численность населения — 948 487 человек.
В декабре 2009 года Вьентьян принимал 25-е Игры Юго-Восточной Азии.

## Этимология
Название города переводится с языка пали (язык буддизма тхеравады) как «город сандалового дерева», что подтверждается надписями, выполненными на древнем лаосском языке, отражающими происхождение названия. В современном лаосском языке название города пишется в соответствии с его произношением, что порождает неоднозначные толкования. Так, многие лаосцы утверждают, что название переводится как «город луны»; это связано с тем, что слова «луна» (ຈັນ или ຈັນທຣ໌ от санскр. चन्द्र — чандра) и «сандаловое дерево» (ຈັນ или ຈັນທນ໌ от санскр. चन्दन — чандана) на современном лаосском языке пишутся и произносятся одинаково (чан). Такое же значение (город сандалового дерева) имеет название города и в тайск. เวียงจันทน์, и кхмер. វៀងចន្ទន៍ языках. Романизированное произношение «Вьентьян» имеет французское происхождение и связано со сложностью произношения твёрдого «ч» во французском языке.

## История
Согласно Лаосскому эпосу Пхра Лак Пхра Лам, Вьентьян основан принцем Тхаттарадтхой, когда он покинул легендарное лаосское королевство Муонг Интхапатха Маха Накхоне, отказавшись от трона в пользу младшего брата. Первоначально Тхаттарадтха основал город под названием Маха Тхани Си Фан Фао на западном берегу Меконга; сегодня на этом месте расположен тайский город Удонтхани, но однажды семиголовый наг посетовал Тхаттарадтхе создать новый город на восточном берегу реки напротив предыдущего. Принц назвал город Чантхабули Си Саттакханахуд.
Большинство историков сходятся во мнении, что первоначально Вьентьян был кхмерским поселением, выросшим вокруг индуистского храма, который впоследствии заменил Пха Тхатлуанг. В XI и XII веках, когда предположительно лаосцы и тайцы мигрировали в Юго-Восточную Азию из Южного Китая, кхмеры были вытеснены, убиты или ассимилированы лаосской цивилизацией.
В 1354 году, когда Фа Нгум основал королевство Лансанг, Вьентьян стал важным административным центром. Столицей Лансанга Вьентьян стал в 1563 году, когда король Сеттатират перенёс столицу перед угрозой бирманского вторжения. После падения Лансанга в 1707 году Вьентьян стал столицей независимого королевства Вьентьян. В 1779 году оно было завоёвано и стало вассалом Сиама.
После неудачного восстания короля Анувонга в 1827 году Вьентьян был сожжён сиамской армией до основания и разграблен. К моменту прибытия французов в конце XIX века город совершенно обезлюдел и зарос лесом. Французское господство было установлено в 1893 году. В 1899 году Вьентьян стал столицей Французского протектората Лаос. Французы восстановили город и буддийские храмы и оставили после себя много колониальных зданий.
Во время Второй мировой войны после непродолжительного сопротивления город был оккупирован японской армией под командованием Сако Масанори. Он был освобождён французской армией 24 апреля 1945 года. C 1949 года Вьентьян — столица независимого Королевства Лаос.
Во время гражданской войны в Лаосе (1960—1973) Вьентьян несколько раз переходил из рук в руки между правительством страны и партизанами Патет Лао. 2 декабря 1975 года коммунистическое движение Патет Лао установило контроль над Вьентьяном и провозгласило образование Лаосской народно-демократической республики, тем самым завершив гражданскую войну в Лаосе.

## Климат
| Показатель                    | Янв. | Фев. | Март | Апр. | Май  | Июнь | Июль | Авг. | Сен. | Окт. | Нояб. | Дек. | Год  |
| ----------------------------- | ---- | ---- | ---- | ---- | ---- | ---- | ---- | ---- | ---- | ---- | ----- | ---- | ---- |
| Абсолютный максимум, °C       | 41,0 | 38,0 | 39,0 | 41,0 | 42,0 | 39,5 | 39,0 | 37,8 | 39,0 | 41,0 | 39,0  | 36,3 | 42,0 |
| Средний суточный максимум, °C | 28,5 | 30,5 | 33,0 | 34,5 | 33,0 | 32,0 | 31,5 | 31,1 | 31,1 | 31,1 | 30,0  | 28,3 | 31,2 |
| Средняя температура, °C       | 22,9 | 24,8 | 27,6 | 29,4 | 28,8 | 28,5 | 28,1 | 27,8 | 27,7 | 27,3 | 25,3  | 22,9 | 26,7 |
| Средний суточный минимум, °C  | 16,5 | 18,7 | 21,5 | 23,9 | 24,5 | 24,9 | 24,7 | 24,5 | 24,1 | 22,9 | 19,8  | 16,7 | 21,9 |
| Абсолютный минимум, °C        | 3,9  | 8,0  | 11,7 | 16,0 | 12,0 | 15,0 | 15,0 | 16,0 | 14,5 | 11,0 | 8,3   | 6,0  | 3,9  |
| Норма осадков, мм             | 7    | 13   | 33   | 84   | 245  | 279  | 272  | 334  | 297  | 78   | 11    | 2    | 1660 |
| Источник: Climatebase         |      |      |      |      |      |      |      |      |      |      |       |      |      |

## Достопримечательности
- Будда-парк
- Ват Пхакео
- Национальный Музей Лаоса
- Триумфальная арка Патусай
- Храмовый комплекс Тхат-Луанг
- Тхат Дам
- Храм Ват Онг Теу Махавихан
- Храм Ват Симыанг
- Ват Сисакет
- Храм Ват Сок Палуанг
- Торговый центр "Талат Сао"
- Утренний рынок
- Городской парк имени Чао Аноувонга

Во Вьентьяне есть мечеть, несколько церквей, а также отели, клубы и дискотеки.

## Учебные заведения
- Лаосский Национальный Университет

## Транспорт
Мост тайско-лаосской дружбы через реку Меконг находится недалеко от города и соединяет Вьентьян с таиландским городом Нонгкхай. Автомобильное движение по мосту началось в 1994 году. В 2009 году открыто железнодорожное сообщение между станциями Нонгкхай (Таиланд) и Тханаленг (Лаос). Активно строится продолжение железной дороги до Вьентьяна.
В городе есть 3 автовокзала: Северный (направления в сторону Китая), южный (направления в сторону Камбоджи) и центральный (городские маршруты).
Вьентьян обслуживается международным аэропортом Ваттай, с которого летают самолёты во Вьетнам, Камбоджу, Таиланд, Малайзию и Китай.

## Города-побратимы
- Бангкок, Таиланд
- Читтагонг, Бангладеш
- Пномпень, Камбоджа
- Орландо, США
- Хошимин, Вьетнам
- Чиребон, Индонезия